# Confession du Mardi-Gras
Pour plus de détails, voir Fiche technique et Distribution.
Confession du Mardi-Gras (Die Fastnachtsbeichte) est un film allemand réalisé par Wilhelm Dieterle, sorti en 1960.
Il s'agit de l'adaptation du roman Meurtre au carnaval (de) (Die Fastnachtsbeichte) de Carl Zuckmayer, paru l'année précédente.

## Synopsis
Le mardi gras de 1913, dernier jour du carnaval de Mayence. Un jeune homme en uniforme de dragon titube dans la cathédrale pour se confesser. Mais il ne peut dire qu'une seule phrase: «Je suis un pauvre pécheur ». Puis il s'effondre, mort, un stylet dans son dos. Dans le même temps, les derniers préparatifs de la phase finale du carnaval se déroulent dans la maison seigneuriale du respecté citoyen de Mayence Adelbert Panezza, où le chef de la maison joue le rôle important d'un prince du carnaval. La famille Panezza comprend la femme d'Adelbert et les enfants Bettine et Jeanmarie. Ce dernier a le grade militaire de lieutenant dragon. Dans l'agitation générale du carnaval, la jolie sicilienne Viola Toralto, un parent de la branche de la famille dans le sud de l'Italie, se présente tard dans la soirée. Lorsqu'elle voit Jeanmarie dans le hall d'entrée et qu'il se souvient aussi d'elle avec son nom (ils se sont vus pour la dernière fois quand ils étaient enfants), Viola réagit d'abord plutôt confuse, tandis que Jeanmarie est très content de son arrivée.
Peu de temps après le meurtre dans la cathédrale, un suspect est arrêté dans le bordel de Madame Guttier. Le jeune homme arrêté est ivre et a jeté beaucoup d'argent, dont il ne peut pas expliquer l'origine. Il est également armé d'un revolver lors de son arrestation. Il s'agit de la recrue Clemens Bäumler, qui, comme l'homme assassiné, appartient au régiment des dragons. Le commissaire criminel Merzbecher reprend l'enquête ; Bäumler et diverses personnes de la famille Panezza sont interrogés. La mère de Bäumler travaille comme plongeuse dans la maison Panezza et aurait également été la nourrice de Jeanmarie. Le nom du défunt est également connu : un certain Ferdinand, déserteur, frère du Clemens arrêté et fils de Mme Bäumler. La réputation de Ferdinand est malmenée : il a fui l'Allemagne pour détournement de fonds et a rejoint la Légion étrangère. On dit même qu'il y avait trouvé la mort. Mais il avait simulé sa mort et pris une nouvelle identité pour pouvoir rentrer secrètement à Mayence.
Adelbert Panezza avoue au capitulaire de la cathédrale que Ferdinand est son fils illégitime, qu'il a eu en même temps que Jeanmarie. Viola s'évanouit. Jeanmarie reconnaît la lettre «T» sur son bracelet, qui orne également l'arme du crime, le stylet : T comme Toralto. En fin de compte, les faits se rassemblent pour former un puzzle cohérent. À la Légion étrangère, Ferdinand se faisait passer pour Jeanmarie Panezza qui ignorait qu'ils avaient le même père. C'est sous ce nom que Viola a rencontré et est tombée amoureuse de Ferdinand à l'âge adulte en Sicile. Cependant, après avoir discuté avec elle d'un précieux collier de perles au motif qu'il avait des dettes de jeu élevées et ne voulait prêter le bijou que temporairement, le faux Jeanmarie a disparu sans laisser de trace. Viola soupçonna qu'il retournerait à Mayence et le suivit. Ferdinand prévoyait d'extorquer de l'argent à son géniteur Adelbert Panezza. Avant cela, cependant, il est allé voir son frère Clemens pour le persuader d'émigrer en Amérique avec lui. Puis il a échangé ses vêtements avec Clemens, de sorte que Ferdinand portait l'uniforme et Clemens le costume avec l'argent provenant de la vente des bijoux de Viola, y compris le revolver, tous deux avec la gravure du T. Dans cette tenue, Ferdinand a été grièvement blessé avec un stylet aux portes de la cathédrale. Lolfo, le frère de Viola, son compagnon de voyage en Allemagne, qui lui a toujours été inconditionnellement dévoué, s'avère être l'auteur du coup de poignard contre Ferdinand qu'il a puni à cause de sa déloyauté envers Viola. Pour avoir eu la mauvaise pensée d'avoir voulu la mort du faux Jeanmarie, Viola va se confesser à la cathédrale. Elle parle de lui librement. Puis Viola s'en va dans la nuit avec Adelbert Panezza dans la calèche.

## Fiche technique
- Titre français : Confession du Mardi-Gras[2]
- Titre original : Die Fastnachtsbeichte
- Réalisation : Wilhelm Dieterle assisté d'Eberhard Itzenplitz
- Scénario : Kurt Heuser d'après le roman Meurtre au carnaval (de) (Die Fastnachtsbeichte) de Carl Zuckmayer[1]
- Musique : Siegfried Franz (de)
- Direction artistique : Emil Hasler, Walter Kutz
- Costumes : Manon Hahn
- Photographie : Heinz Pehlke (de)
- Son : Heinz Garbowski
- Montage : Carl Otto Bartning
- Production : Dietrich von Theobald (de)
- Société de production : UFA
- Société de distribution : UFA-Filmverleih
- Pays d'origine :  Allemagne de l'Ouest
- Langue : allemand
- Format : Couleur - 1,66:1 - Mono - 35 mm
- Genre : Drame
- Durée : 97 minutes
- Dates de sortie :
  - Allemagne de l'Ouest : 15 septembre 1960
  - France : 5 avril 1963[2]

## Distribution
- Hans Söhnker (de) : Adelbert Panezza
- Götz George : Clemens Bäumler
- Gitty Darugar : Viola Toralto, la nièce de Panezza
- Christian Wolff : Jeanmarie Panezza
- Rainer Brandt : Ferdinand Bäumler
- Herbert Tiede (de) : Le commissaire Merzbecher
- Harry Engel (de) : Lolfo
- Milena von Eckardt : Mme Panezza
- Helga Schlack (de) : Bettine Panezza
- Berta Drews : Mme Bäumler, la mère de Clemens
- Friedrich Domin (de) : Henrici, le capitulaire de la cathédrale
- Helga Tölle : Katharina, la princesse du carnaval
- Hilde Hildebrand : Madame Guttier, la mère-maquerelle
- Grit Boettcher : Bertel, la domestique
- Ursula Heyer (de) : Rosa, une prostituée
- Albert Bessler : Le procureur général Classen
- Wolfgang Völz : Le juge assesseur
- Ernst Neger : Le chanteur du carnaval

## Source de traduction
- (de) Cet article est partiellement ou en totalité issu de l’article de Wikipédia en allemand intitulé « Die Fastnachtsbeichte (1960) » (voir la liste des auteurs).